# 私立岡村女子高等学校。
私立岡村女子高等学校。（しりつおかむらじょしこうとうがっこう。）は、『めちゃ²イケてるッ!』の企画の一つで、架空の学校のこと。生徒はモーニング娘。のメンバー。

## 概要
私立のカトリック系全日制女子高等学校（2001年(平成13年)9月設立）という設定。ハロー!プロジェクト・キッズのメンバーが生徒として在籍する中等部も有る。通称、岡女。（おかじょ。）正式名称および通称に付けられている末尾の「。」は、「モーニング娘。」に倣ったものと思われるが、表示されていない事も多い。
校訓は「一. 努力 二. 前進 三. A BEAUTIFUL STAR」（モーニング娘。の楽曲『そうだ! We're ALIVE』より）。
- 主な教職員
  - 担任：岡村隆史（ナインティナイン）
  - 副担任：佐野瑞樹（フジテレビアナウンサー）
  - 陰の司会進行役：矢部浩之（ナインティナイン）
  - 理事長：ハマグチェマサル先生[1]（濱口優・よゐこ）
  - 校長：池乃めだか
  - 特別講師：ダンディ坂野
- 生徒
  - モーニング娘。（第1-6期メンバー）
    - 飯田圭織(委員長)
    - 安倍なつみ(体育大会まで)
    - 保田圭(期末テストまで)
    - 矢口真里
    - 後藤真希(修学旅行のみ)
    - 石川梨華
    - 吉澤ひとみ
    - 辻希美
    - 加護亜依
    - 高橋愛(期末テスト以降)
    - 紺野あさ美(期末テスト以降)
    - 小川麻琴(期末テスト以降)
    - 新垣里沙(期末テスト以降)
    - 藤本美貴(体育大会以降)
    - 亀井絵里(体育大会以降)
    - 道重さゆみ(体育大会以降)
    - 田中れいな(体育大会以降)
- 中等部の生徒
  - ハロー!プロジェクト・キッズ

## 放送リスト
1. 2001年10月13日 - 修学旅行 「修学旅行で超×4+1いい感じスペシャル!!」
2. 2003年4月5日 - 期末テスト 「キダムじゃなくて期末が来ました。岡女も来てるねSP」
3. 2003年10月4日 - 体育祭 「男は勲章 女は金メダル 人生って素晴らしいSP」
4. 2004年4月24日 - 合唱部 「ヨモギダ少年愚連隊」
5. 2015年7月25日 - 27時間テレビ

## 修学旅行
岡村オファーがきましたシリーズの一環として岡村がつんく♂に「普段忙しくて普通の学生生活を送れないモーニング娘。に修学旅行を体験させてやって欲しい。」とオファーされたことがきっかけで誕生した。しかし、「修学旅行のために取れる日程は一日もない」ということで、各メンバーに目的を隠して「やりたいこと」のアンケートを採り、各メンバーの仕事の合間を縫ってそれを実現して行くという大変な企画になったが、9人の夢を5日間で全て実現し、成功を収めた。
しかし各メンバーの希望とは別に、修学旅行の最後にメンバー揃っての集合写真を撮りたかった岡村は、その後2001年9月30日に石川県小松市のこまつドームで行われたモーニング娘。のコンサート（夜公演）に「ザ☆ピ～ス!」の終盤で1度メンバーが全員ステージから捌けるタイミングを利用して「モーニングおっさん」としてステージに乱入し、完璧な「恋愛レボリューション21」のダンスを披露して自分の夢を実現した。この時短時間でモーニング娘。の振付を完璧にマスターするための強力な助っ人として、モーニング娘。の振付を行っている夏まゆみが招かれたが、岡村と夏の間には吉本印天然素材で共演した時の確執があり、まずはこの確執を解消することから始めなければならなかった。
これらの模様は2001年11月3日放送「私立岡村女子高等学校申し訳スペシャル」と、2001年11月24日放送「【モーニング娘。修学旅行スペシャルの裏側 第2弾】岡女。完結編」で放送されている。
| 順番 | 名前       | 夢             | 達成内容                                                                                                |
| ---- | ---------- | -------------- | --- |
| 1/9  | 飯田圭織   | 観劇           | ラジオ番組中に『ライオンキング』の友情公演(赤DVDではディズニー及び劇団四季側の権利上の都合によりカット) |
| 2/9  | 辻希美     | TDL観光        | 加護とともにTokio Okamooland（東京オカムーランド）観光                                                  |
| 3/9  | 安倍なつみ | 国会議事堂見学 | 当時、参議院議員だった西川きよし師匠に寝起きインタビュー                                                |
| 4/9  | 矢口真里   | 怪談大会       | ラジオ番組のCM中に織田無道に話してもらう                                                                |
| 5/9  | 加護亜依   | 原宿で買物     | 岡村先生と竹下通りをダッシュ                                                                            |
| 6/9  | 石川梨華   | 東京タワー観光 | 東京タワー前での大仏くん（猿の次郎くん）の猛アタック                                                    |
| 7/9  | 吉澤ひとみ | 枕投げ大会     | フジテレビ控室にて、めちゃイケ女子メンバーと。                                                          |
| 8/9  | 保田圭     | 京都観光       | テレビ東京天王洲スタジオにて、めちゃイケメンバーによる『水戸黄門』の舞台劇観劇。                        |
| 9/9  | 後藤真希   | 和風旅館宿泊   | 岡村先生とギャグ連発（コマネチ、浜美枝）                                                                |

- 飯田圭織の夢「舞台劇を観てみたい」

すぐにスケジュールが取れないため、当時飯田がパーソナリティを務めていたラジオ番組「飯田圭織・今夜も交信中!」の収録中に岡村先生と劇団四季の面々が乱入し、岡村先生主演によるミュージカル『ライオンキング』の友情公演を行った。シンバ役を張り切って演じる岡村先生に矢部は「自分が（シンバ役を）やりたかっただけやん!」とツッコんでいた。
- 辻希美の夢「（忙しくて行けないので）ディズニーランドに行きたい」

たまたま同じ日にスケジュールが空いていた加護亜依も同行することになったが、（ディズニーランドのある）浦安まで行って戻って来ると次の仕事に間に合わないため、その代わりとして急遽岡村先生がプロデュースした遊園地「東京オカムーランド」（都内）に招待することになった。オカムーランドでは「三木さん」、「美々さん」、「ぷさん」などの謎のキャラクターが多数登場して盛り上げた。
- 安倍なつみの夢「（政治に興味を持ったので）国会議事堂を見学してみたい」

スケジュール的に国会議事堂の見学をするだけの時間がとれないため、その代わりとして当時参議院議員であった西川きよし師匠を宿泊中のホテルの部屋へ訪ねて、ドア先でインタビューを行った。
- 矢口真里の夢「怪談話を聞きたい」
- 保田圭の夢「京都の太秦映画村へ行きたい」

スケジュールと修学旅行の日程上京都まで行けないため、テレビ東京天王洲スタジオにてめちゃイケメンバーによる寸劇「水戸黄門」を後藤以外の他のメンバーらと観劇してもらった。劇自体は盛り上がったが、山本圭壱が声援を受けて調子に乗った結果赤影役の加藤浩次の出番を奪い加藤の逆鱗に触れてしまった。

## 期末テスト
2003年4月5日に放送。「キダムじゃなくて期末が来ました。岡女。も来てるよ来てるね～SP」として「抜き打ち期末テスト」が実施された。第5期メンバーの高橋愛、紺野あさ美、小川麻琴、新垣里沙の4人が「転校生」として岡女。に初参加。後藤は卒業したためこれ以降の「岡女。」企画には不参加となった。成績最下位の称号は「バカ女（ばかじょ）」。後日未公開集として岡女テスト完全版が放送された。
なお、番組サブタイトルの「キダムじゃなくて - 」は、当日のメンバーの招集理由が当時モーニング娘。がPRキャラクターを勤めていた「キダム」の新CMの収録だったことによる。そのため、メンバーのほとんどが皆教室に入って来てすぐ「あれ？キダムだよね？」「キダムじゃないの？」などを口にしたのに対し、岡村先生は教室のルールとして「キダムは来ません！」を連呼することになった。
関東地区の視聴率は22.3%。
| 吉澤 | 紺野 | 飯田 |
| 安倍 | 高橋 | 石川 |
| 辻   | 加護 | 保田 |
| 矢口 | 小川 | 新垣 |

| クラス  | 順位 | 名前       | 国語  | 数学  | 社会  | 理科  | 英語  | 合計 (平均)    |
| ------- | ---- | ---------- | ----- | ----- | ----- | ----- | ----- | -------------- |
| Aクラス | 1位  | 紺野あさ美 | 87    | 89    | 96    | 93    | 48    | 413 (82.6)     |
| Aクラス | 2位  | 保田圭     | 76    | 77    | 87    | 71    | 93    | 404 (80.8)     |
| Aクラス | 3位  | 飯田圭織   | 73    | 69    | 75    | 86    | 89    | 392 (78.4)     |
| Aクラス | 4位  | 小川麻琴   | 77    | 85    | 64    | 81    | 58    | 365 (73.0)     |
| Bクラス | 5位  | 矢口真里   | 75    | 77    | 70    | 87    | 53    | 362 (72.4)     |
| Bクラス | 6位  | 高橋愛     | 66    | 72    | 55    | 79    | 74    | 346 (69.2)     |
| Bクラス | 7位  | 石川梨華   | 70    | 62    | 64    | 69    | 73    | 338 (67.6)     |
| Bクラス | 8位  | 安倍なつみ | 79    | 69    | 42    | 74    | 71    | 335 (67.0)     |
| Cクラス | 9位  | 吉澤ひとみ | 65    | 53    | 39    | 61    | 52    | 270 (54.0)     |
| Cクラス | 10位 | 新垣里沙   | 57    | 38    | 49    | 48    | 66    | 258 (51.6)     |
| Cクラス | 11位 | 加護亜依   | 42    | 51    | 48    | 50    | 60    | 251 (50.2)     |
| Cクラス | バカ | 辻希美     | 45    | 78    | 51    | 51    | 24    | 249 (49.8)     |
| 平均    | 平均 | 平均       | 67.67 | 68.33 | 61.67 | 70.83 | 63.42 | 331.92(66.383) |

（凡例：赤数字は教科別最高得点、青数字は教科別最低得点）
- 8位の安倍までが全体の平均点を上回っており、平均点を下回ったのは4人だけだった。それだけ4人の得点が低かったということである。科目別最下位もこの4人が占拠している。また、得意・苦手がハッキリしている生徒が多く、特にトップだった紺野の英語の低得点や、バカ女となった辻の数学の高得点が特に目立ち、2人とも科目別最高点と最低点の差は脅威の40点超えである。科目別最高点と最低点の差が20点以内だったのは石川と加護だけだった。
- トップの紺野は、苦手とする英語がバカ女となった辻に次いで2番目に悪かったが、それ以外で最高点を獲得。「勉強が出来る」という彼女のキャラクターがイメージだけではない事を実証し、後の体育祭では「才女」と称されることになった。
- 小川は、座った座席にノート代わりのチラシの束や短くなった鉛筆をセロハンテープでとめたものなど、貧乏くさい文房具類が入っていたため、それにちなんだ「貧乏キャラ」が確立された。
- 安倍は、得意な国語では漢字問題の全問正解など好成績をあげた反面、苦手な社会や理科では珍解答を連発した。
- 当時モーニング娘。の卒業を目前に控えていた保田は「バカ女になったときは岡女。を留年する」と宣言していたが、上記の通りの順位であり無事卒業した。
- 英語の和訳問題では、「Please hold on me as long as possible.」の訳（正：できるだけ長く私を抱きしめていて）に珍回答が多く、吉澤の「長い休みをちょうだい」、小川の「私の歌声を長くのせて下さい」、保田の「長く情熱的に抱いて下さい」と願望を答える生徒が続出したほか、加護がpossibleを「ポッシ“ビル”」と読んだゆえに「ちょうだい、その長いビルを」と解答し、ついには紺野からも「長い私を止めて下さい」と珍回答が出た。しかも、この問題の題材はモーニング娘。のシングル曲「抱いてHOLD ON ME!」でありながら、岡村によると問題文のholdを「抱く」と訳せたのは保田のみであった（前述の通り解答自体は不正解）。また、「“get”の三人称単数形を答えなさい」という問題（正解はgets）では、特別講師としてダンディ坂野先生が登場し、ダンディのギャグである「ゲッツ!」を真似することにより生徒たちは体で三人称単数形を覚えることになった[3]。
- 辻は、英語以外は全てブービーの加護より高得点で、数学に至っては3位だったが、英語24点が響いてしまい「バカ女」に決定、理事長・ハマグチェマサル先生（濱口優）より王冠とステッキが贈られた。辻は最下位から2番目となった加護と共に「ツートップ」と呼ばれ、これ以後のテスト企画に参加する事となり、最終的にゲスト出演者最多となる4回のテスト受験を行った。
  - 英語の「1-10を順番に英訳する」問題（正：one, two, three, four, five, six, seven, eight, nine, ten）では「On, tur, Srer, fo, Faib, sox, sev, ei, nai, ten」と解答（10のみ正解）したため、恋愛レボリューション21の歌詞にちなんで「21」の部分を解答と照らし合わせ「ラブレボリューション トゥル（tru）・テン（ten）・オン（on）～♪」とネタにした。また、「six」を「sox」と解答したことで、ハマグチェ理事長から「1回靴下はさんだよね?」とイジられた。
  - 単語和訳問題では「mother（母）」を「モーター」、「night（夜）」を「ニグリット」、「revolution（革命）」を「リボン」、「together（一緒に）」を「トゥギター」、「machine（機械）」を「マカロニ」、「telephone（電話）」を「テリープリン」といった解答で、「クイーンズイングリッシュ」と揶揄されていた。「telephone」に関してはミニモニ。のシングル曲「ミニモニ。テレフォン! リンリンリン」に因んだ問題だった為、岡村先生。

## 体育祭
体育祭の原型は初期メンバーで行った、「めちゃイケ抜き打ちスポーツテスト」から来ている。
2003年10月4日には「男は勲章 女は金メダル 人生って素晴らしいSP」として体育祭を実施。第6期メンバーの藤本美貴、亀井絵里、道重さゆみ、田中れいなの4人が「転校生」として岡女。に初参加。保田は卒業したためこれ以降の岡女。企画には不参加となった。「生徒の家族」（仕込み）や「中等部（ハロー!プロジェクト・キッズ）」が登場した。加護が成績最下位の「クソ女（運動音痴→運痴→ウンチ→クソの連想）」に輝き、ハマグチェ理事長からクソ女旗が贈られた。トップは藤本。
スローガンは「走れ!跳べ!輝け心の金メダル」。
当日のプログラムは以下のとおりである。
1. 開会式
2. 徒競走 (50m)
3. 走り高跳び
4. ハードル走 (50m)
5. 腹筋競争
6. 応援合戦（めちゃイケメンバーによる「MECHADAM」）
7. 騎馬戦
8. 組対抗リレー
9. 大縄跳び
10. 洋舞（教職員および中等部による創作ダンス）
11. 閉会式

なお、当時モーニング娘。からの卒業を控えていた安倍なつみには「クソ女になったら岡女留年」というハードルが設定されていた。これは期末テストでの保田の公約が一人歩きして安倍にも適用されたためであるが、安倍は「クソ女」有力候補の1人として注目されており、岡村先生は企画を通して終始安倍にプレッシャーを与えつづけた。結果、安倍は8位という結果で無事岡女を卒業することとなった。なお、このことは安倍の総合順位が発表されるまで安倍に知らされていなかった。
この時のロケ地は、同年1月-3月に放送されていたテレビドラマ『高校教師』と同じ日本基督教短期大学（現在廃校、建物も解体）であった。
この日のメンバーは、当時のモーニング娘。の曲である「シャボン玉」にからめた「15人のモーニング娘。が超巨大シャボン玉に入る」という『HEY!HEY!HEY! MUSIC CHAMP』（フジテレビ系）の（ウソ）スペシャル挑戦企画のロケということで集められた。そのため、メンバーが皆教室に入って来てすぐ「へいへいへいは?」と口にしたのに対し、『トリビアの泉』（フジテレビ系）にからめた「3へぇ」、「6へぇ」といったテロップが出された。
番組サブタイトルの「人生って素晴らしい」は、大縄跳びの際にBGMとして使用された彼女たちのシングル曲『I WISH』の歌詞から。
| 吉澤 | 紺野 | 飯田 |
| 安倍 | 高橋 | 石川 |
| 辻   | 加護 | 藤本 |
| 田中 | 道重 | 亀井 |
| 矢口 | 小川 | 新垣 |

順位は個人競技（徒競走、高跳び、ハードル、腹筋）、団体競技（騎馬戦、リレー走）、全体競技（大縄跳び）の得点を合計したもので決まる。得点は個人競技は1位=15点として、以下順位が下がる毎に1点ずつ下がって15位=1点となる。団体競技は1位=20点、2位=15点、3位=10点、4位=5点、全体競技については後述。
高跳びのルールは、全員がバーの高さ100cmからスタートして、100cmの跳躍成功者全員を1位とする。失敗者はバーの高さを90cmに下げて再度挑戦し、90cmの成功者全員を（100cmの成功人数+1）位とする。以降失敗者は成功するまでバーの高さを10cmずつ下げて挑戦を繰り返し、最後まで成功しなかった1名が最下位となる。
大縄跳びは生徒全員で50回連続の跳躍を成功させる。途中で誰かが縄に引っかかった場合は最初からやり直し。得点は減点方式で引っかかった者はミスとなり、1回につき5点がマイナスされる。
団体競技チーム分けは、期末テストを受けたメンバーはそのA・B・Cクラスが、それぞれA・B・Cチームに振り分けられた。期末テストを受けていない6期メンバーは、藤本は岡女。を卒業した保田が抜けたAチームに入り、残りの亀井、道重、田中の3人は助っ人のガリ子（明松功ディレクター。その妹で中学2年生という設定）と共にDチームを結成した。ガリ子は団体競技のみ参加。
| チーム | チームカラー | メンバー                                     |
| ------ | ------------ | -------------------------------------------- |
| A      | ■青          | 紺野あさ美、飯田圭織、小川麻琴、藤本美貴     |
| B      | ■黄色        | 矢口真里、高橋愛、石川梨華、安倍なつみ       |
| C      | ■赤          | 吉澤ひとみ、新垣里沙、加護亜依、辻希美       |
| D      | □白          | 亀井絵里、道重さゆみ、田中れいな、（ガリ子） |

| 新クラス | 順位         | 名前       | 徒競走 | 高跳び | ハードル | 腹筋   | 騎馬戦 | リレー | 大縄跳び    | 合計 |
| -------- | ------------ | ---------- | ------ | ------ | -------- | ------ | ------ | ------ | ----------- | ---- |
| A        | 1            | 藤本美貴   | 13 (3) | 15 (1) | 11 (5)   | 9 (7)  | 5 (4)  | 20 (1) | ミス無し    | 73   |
| A        | 2            | 高橋愛     | 14 (2) | 9 (7)  | 12 (4)   | 12 (4) | 20 (1) | 10 (3) | −5 (ミス1)  | 72   |
| A        | 3            | 飯田圭織   | 11 (5) | 15 (1) | 13 (3)   | 5 (11) | 5 (4)  | 20 (1) | ミス無し    | 69   |
| A        | 4            | 亀井絵里   | 12 (4) | 15 (1) | 14 (2)   | 2 (14) | 15 (2) | 15 (2) | −5 (ミス1)  | 68   |
| A        | 5            | 紺野あさ美 | 6 (10) | 15 (1) | 10 (6)   | 11 (5) | 5 (4)  | 20 (1) | ミス無し    | 67   |
| B        | 6            | 矢口真里   | 9 (7)  | 9 (7)  | 5 (11)   | 13 (3) | 20 (1) | 10 (3) | ミス無し    | 66   |
| B        | 7            | 石川梨華   | 7 (9)  | 15 (1) | 15 (1)   | 1 (15) | 20 (1) | 10 (3) | −10 (ミス2) | 58   |
| B        | 8            | 安倍なつみ | 5 (11) | 9 (7)  | 9 (7)    | 14 (2) | 20 (1) | 10 (3) | −10 (ミス2) | 57   |
| B        | 9            | 小川麻琴   | 8 (8)  | 15 (1) | 2 (14)   | 8 (8)  | 5 (4)  | 20 (1) | −5 (ミス1)  | 53   |
| B        | 10           | 辻希美     | 15 (1) | 1 (15) | 7 (9)    | 15 (1) | 10 (3) | 5 (4)  | −5 (ミス1)  | 48   |
| C        | 11           | 新垣里沙   | 10 (6) | 9 (7)  | 3 (13)   | 10 (6) | 10 (3) | 5 (4)  | ミス無し    | 47   |
| C        | 12           | 田中れいな | 2 (14) | 9 (7)  | 1 (15)   | 3 (13) | 15 (2) | 15 (2) | ミス無し    | 45   |
| C        | 13           | 道重さゆみ | 3 (13) | 3 (13) | 4 (12)   | 4 (12) | 15 (2) | 15 (2) | −10 (ミス2) | 34   |
| C        | 14           | 吉澤ひとみ | 4 (12) | 3 (13) | 7 (9)    | 7 (9)  | 10 (3) | 5 (4)  | −5 (ミス1)  | 31   |
| C        | 15（クソ女） | 加護亜依   | 1 (15) | 9 (7)  | 8 (8)    | 6 (10) | 10 (3) | 5 (4)  | −10 (ミス2) | 29   |

- 今回は6期メンバーが初参加となったが、その中で上級生扱いとなった藤本に対して岡村は「お前か、藤本っつうのは。噂には聞いてるぞ」と言葉をかけ、「ふうーっ」と気合を入れ直していた。また、亀井、道重、田中の三人は「先生、皆キョトンとし過ぎですよ」と矢部が心配するほど登校時には固まっていた。
- 開会式の選手宣誓は飯田が行い、オレたちひょうきん族のバレーボール大会を基にした物だった。DVDでは「選手代表ビートたけし」の部分のみ収録。
- 競技中は皆「岡女。」の校章の入った体操着およびハーフパンツを着用したが、吉澤のみ長パンであった。
- 昼食時に登場した生徒の家族（仕込み）は黒人、ヤンキー、貧乏、バカなど岡女キャラ毎の設定だった。小川に関しては家が貧乏であるため親は来ていないということになり、代わりに3つ子の弟トン吉・チン平・カン太が来た。

| 順番 | ？家   | ご両親のポイント               |
| ---- | ------ | ------------------------------ |
| ①    | 紺野家 | 眼鏡が似合う。                 |
| ②    | 加護家 | 少し抜けている。               |
| ③    | 辻家   | ひどく抜けている。             |
| ④    | 新垣家 | 明らかに金持ち。               |
| ⑤    | 高橋家 | 明らかに遠方から。             |
| ⑥    | 藤本家 | 明らかにその筋。               |
| ⑦    | 吉澤家 | 体育祭とか無関心。             |
| ⑧    | 石川家 | 美男美女。                     |
| ⑨    | 矢口家 | 待てない存在感。               |
| ⑩    | 道重家 | 若くてさわやか。               |
| ⑪    | 亀井家 | 若くてさわやか。               |
| ⑫    | 田中家 | 若くてさわやか。               |
| ⑬    | 安倍家 | 北国出身。                     |
| ⑭    | 飯田家 | 飯田春雄さん・和枝さんご夫妻。 |
| ⑮    | 小川家 | 昭和風の貧乏。                 |

- 競技終了後には、「岡女。中等部」（ハロー!プロジェクト・キッズ）が登場。岡村とともに「LOVEマシーン」を踊りあげたほか、ビートたけしのギャグ「コマネチ」や「浜美枝」、マギー審司の持ちネタ「耳がこう…でっかくなっちゃうっていう」を披露した。当時のメンバーの中に嗣永桃子などがいた。
- 道重は種目別での最下位はなかったものの、全種目安定した成績の悪さで、個人種目だけでは総合最下位だったものの、団体戦でのガリ子の活躍によりクソ女は免れた。成績発表時にガリ子に感謝するよう言われた。
- すべてのプログラムが終わったのち、ザテレビジョンの表紙撮影があり、生徒たちは競技で着ていた体操服姿であった。

## 合唱部
2004年4月24日には「ヨモギダ少年愚連隊」と絡めて実施された「合唱部」が放送された。部長は高橋愛。キダ・タローの曲（「『2時のワイドショー』のテーマ曲」に「恋のダンスサイト」の歌詞をのせる、「アホの坂田のテーマ」に「恋愛レボリューション21」の歌詞をのせる、など）を歌う。つんく♂とのからみも見せ所ではあるが、つんくは岡女においては基本的に部外者であるため、藤本美貴がつんくを呼び捨てにして睨み付けていたほか、道重さゆみは徹底的に無視していた。しかしエンディングでは、全員がつんくの元へ駆け寄っていた。

## 27時間テレビ
2015年7月25日から26日にかけて生放送されたFNS27時間テレビ内で行われた企画『テレビのピンチをチャンスに変えるライブ』にて、これまでの岡女の企画にちなんだモーニング娘。の楽曲を岡村とともに披露し、ライブの最後にはつんく♂からのメッセージが披露された。またその前週に放送されためちゃイケではダンスレッスンの模様が放送された。最初の修学旅行から数えて実に14年ぶりの岡女復活であった。
- 参加メンバー
  - 安倍なつみ
  - 飯田圭織
  - 矢口真里
  - 保田圭
  - 石川梨華
  - 辻希美
  - 吉澤ひとみ
  - 新垣里沙
- セットリスト

1. ザ☆ピ〜ス!（2001年 岡女。修学旅行より）
2. LOVEマシーン（2003年 岡女。体育祭より）
3. 恋愛レボリューション21（2001年 岡女。修学旅行より）

## 映像作品
2013年12月7日、『めちゃイケ 赤DVD 第3巻 モーニング娘。の修学旅行 岡村女子高等学校。』と『めちゃイケ 赤DVD 第4巻 モーニング娘。の期末テスト・体育祭 岡村女子高等学校。2』が発売された。第3巻には、2001年10月から11月にわたって放映された修学旅行が収録されており、第4巻には、期末テスト、体育祭、合唱部が収録されている。なお、修学旅行の『ライオンキング』の友情公演のシーンは権利関係など（公式サイト上は諸事情）の問題でカットされている。また、修学旅行と体育祭の極楽とんぼのケンカコントのシーンは現在、山本圭壱側の事情によって再放送などは不可能であるが、DVDにはいずれもノーカットで収録されている（公式サイトには「長き沈黙を破って完全収録」や「長らくタブーとされてきた極楽とんぼのケンカも諸事情を超えて完全収録」などと書かれている）。
第3巻は、2013年12月16日付オリコン週間DVDランキング総合で1位となり、第4巻も3位となった。同週の売り上げ枚数は、それぞれ約1.8万枚・1.7万枚。